# 세포 생장

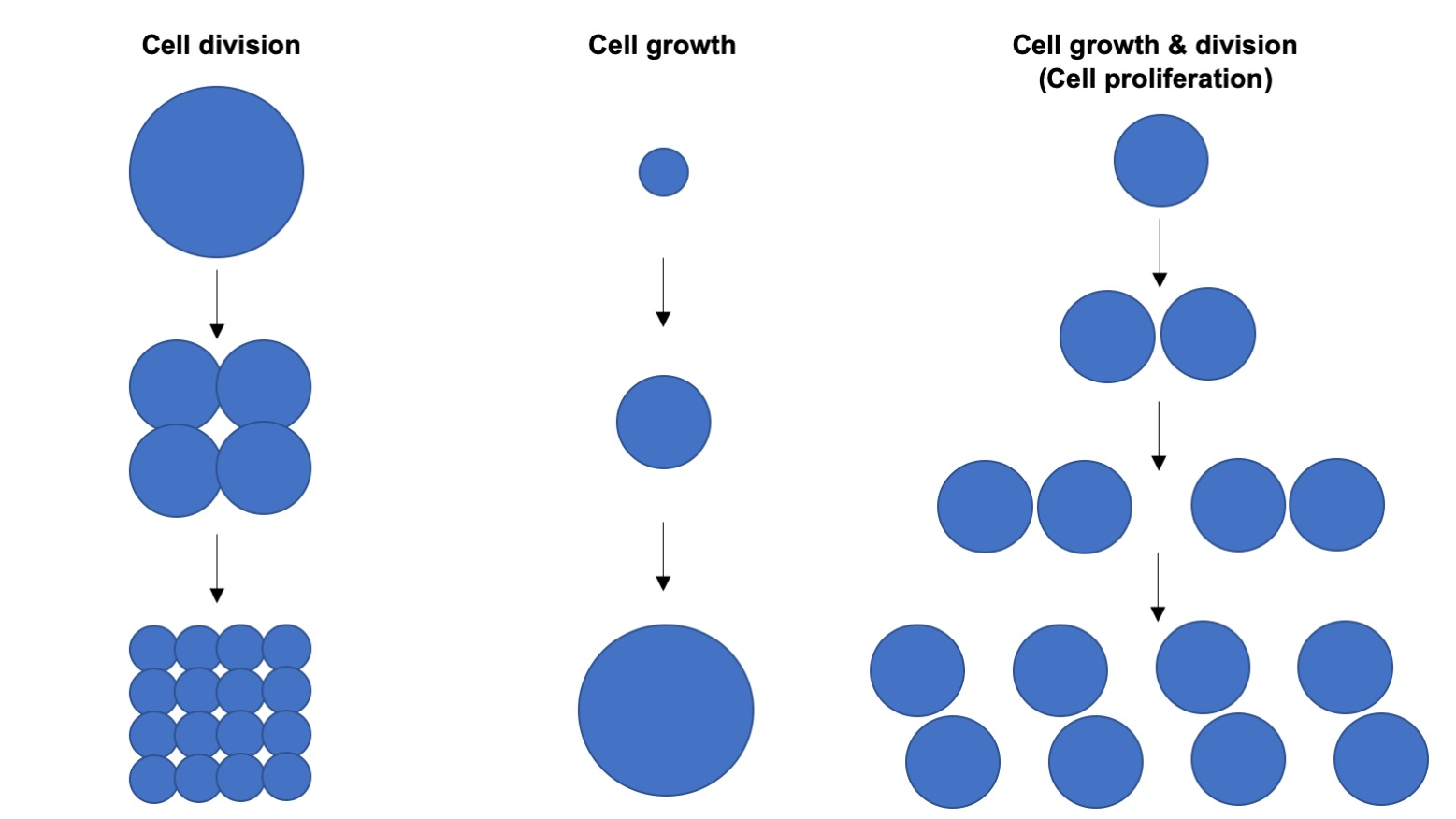
세포 분열, 생장 및 증식

세포 생장(細胞生長, 영어: cell growth)은 세포질, 핵, 세포소기관의 부피를 모두 포함하여 세포의 총 질량이 증가하는 것을 의미한다. 세포 생장은 세포의 생합성(동화작용을 통한 생체분자의 합성)의 전체 속도가 세포의 분해(프로테아좀, 리소좀, 자가포식, 이화작용을 통한 생체분자의 분해) 속도보다 클 때 일어난다.
세포 생장은 세포 분열이나 세포 주기와 혼동되어서는 안된다. 세포 분열은 세포 증식 과정에서 세포 생장과 함께 일어날 수 있는 별개의 과정으로 "모세포"로 알려진 세포가 성장하고 분열하여 두 개의 딸세포를 생성한다. 중요한 것은 세포 생장과 세포 분열이 서로 독립적으로 일어날 수도 있다는 것이다. 초기 배아의 발생 과정에서(수정란이 분열하여 상실배와 배반엽을 형성) 세포 분열은 세포 생장없이 일어나는 데 이러한 과정을 난할이라고 부른다. 반대로 일부 세포는 신경계의 발생 과정에서 축삭의 경로를 찾는 동안 뉴런의 생장과 같이 세포 분열 또는 세포 주기의 진행 없이도 생장할 수 있다.

## 같이 보기
- 세포 주기
- 세포 분열
- 감수 분열
- 유사 분열

## 참고 문헌
- Morgan, David O. (2007). 《The cell cycle: principles of control》. London: Sunderland, Mass. ISBN 978-0-9539181-2-6.